# North Fort Myers
North Fort Myers és una concentració de població designada pel cens dels Estats Units a l'estat de Florida. Segons el cens del 2000 tenia 40.214 habitants.

## Demografia
Segons el cens del 2000, North Fort Myers tenia 40.214 habitants, 19.654 habitatges, i 12.539 famílies. La densitat de població era de 295,1 habitants/km².
Dels 19.654 habitatges en un 12,8% hi vivien nens de menys de 18 anys, en un 55,3% hi vivien parelles casades, en un 6,1% dones solteres, i en un 36,2% no eren unitats familiars. En el 30,5% dels habitatges hi vivien persones soles el 20,4% de les quals corresponia a persones de 65 anys o més que vivien soles. El nombre mitjà de persones vivint en cada habitatge era de 2,03 i el nombre mitjà de persones que vivien en cada família era de 2,47.
Per edats la població es repartia de la següent manera: un 12,9% tenia menys de 18 anys, un 3,7% entre 18 i 24, un 16,7% entre 25 i 44, un 24,2% de 45 a 60 i un 42,5% 65 anys o més.
L'edat mediana era de 60 anys. Per cada 100 dones de 18 o més anys hi havia 88,3 homes.
La renda mediana per habitatge era de 33.508 $ i la renda mediana per família de 39.907 $. Els homes tenien una renda mediana de 28.449 $ mentre que les dones 22.435 $. La renda per capita de la població era de 20.866 $. Entorn del 6,3% de les famílies i el 9,9% de la població estaven per davall del llindar de pobresa.

## Poblacions més properes
El següent diagrama mostra les poblacions més properes.